# Komplikacja
Komplikacja – element mechanizmu zegarka; dodatkowe, w stosunku do mechanizmu podstawowego konstrukcje, pozwalające na realizację kolejnych wskazań, uzyskanych poprzez zliczanie odpowiednich sekwencji impulsów podstawowych i ich projekcję, zwykle na tarczy zegarka. Jako komplikacje przyjmowane są także dodatkowe zespoły funkcjonalne mechanizmu, pozwalające na rejestrację wskazań, lub realizację funkcji związanych z pomiarem czasu. Komplikacjami mechanizmu są też nowe rozwiązania z rozbudowaną, lub nietypową konstrukcją któregoś z zespołów funkcjonalnych mechanizmu.
Pojęcie komplikacje odnosi się praktycznie tylko do zegarków mechanicznych.

## Niektóre ze spotykanych komplikacji mechanizmu zegarków mechanicznych
- Budzik – zegar wyposażony w dodatkowy mechanizm, dający sygnał dźwiękowy w dowolnym, uprzednio nastawionym czasie; sygnał ten służy najczęściej do budzenia.
- Fazy Księżyca – wskazanie aktualnej fazy Księżyca. W niektórych zegarkach wskazywane są fazy księżyca widoczne na północnej i południowej półkuli.
- Repetier – mechanizm umożliwiający zegarowi powtórzenie biciem aktualnej godziny lub kwadransa.
- Rezerwa chodu (wskaźnik rezerwy chodu) – urządzenie wskazujące stan napięcia sprężyny napędowej w zegarkach z naciągiem automatycznym; wskazuje, na ile godzin chodu jest w danej chwili naciągnięta sprężyna napędowa zegarka.
- Stoper (czasomierz) – przyrząd do mierzenia krótkich odstępów czasu; w przeciwieństwie do zegara, który mierzy i wskazuje czas w sposób ciągły, stoper działa tylko podczas pomiaru, a jego wskazania mogą być kasowane.
- Tourbillon – obrotowa klatka (koszyk) w której umieszczony jest balans i wychwyt. Klatka zazwyczaj dokonuje pełnego obrotu dookoła własnej osi w ciągu minuty. Ma za zadanie wyrównać błędy pozycyjne chodu zegarka, szczególnie istotne jeśli zegarek jest w pozycji pionowej.
- Wieczny kalendarz – mechaniczne urządzenie kalendarzowe zegarka, które nie wymaga przestawiania daty w miesiącach mających mniej niż 31 dni, a także w lutym, który ma 28 dni lub w roku przestępnym, gdy ma 29 dni przestawianie daty następuje automatycznie.